# Angoche
Angoche (do 1976. António Enes) grad je i ribarska luka u Mozambiku, u pokrajini Nampula. Leži u močvarnoj nizini na obali Indijskog oceana, 160 km južno od Mozambičkog otoka. Trgovački je grad, s tradicijom koja seže u 15. stoljeće. Nekadašnji sultanat, s pretežno muslimanskim stanovništvom, u 19. stoljeću bio je centar trgovine robljem i dugo se odupirao portugalskoj okupaciji.
Grad je i u današnje vrijeme zadržao važnu ulogu trgovačkog središta regije. Sjeverno od grada nalazi se omanja zračna luka.
Angoche je 2007. imao 89.998 stanovnika.